# Nekrolog 1418
Nekrolog
◄◄
| ◄
| 1414
| 1415
| 1416
| 1417
| 1418 | 1419 | 1420 | 1421 | 1422 | ► | ►►
Weitere Ereignisse | Allgemeiner Nekrolog 1418
Die Beschreibung der verstorbenen Person sollte so kurz wie möglich gehalten sein und nur deren signifikante Tätigkeit(en) enthalten.
Neue Namen ggf. auch unter dem Geburts- und Sterbedatum, also etwa unter 1. Januar und im Geburts- und Sterbejahr (2024) eintragen (nur bei entsprechender großer Wichtigkeit). Für Beispiele siehe die schon vorhandenen Artikel.
Außerdem über die fünf zuletzt Verstorbenen, zu denen es einen ausreichend guten Artikel für eine Präsentation auf der Hauptseite gibt, nach der todesbedingten Überarbeitung der Artikel ggf. auch unter Wikipedia Diskussion:Hauptseite informieren und sie am besten auch in den anderen Wikipedia-Sprachversionen eintragen. Tipp: Regelmäßig bei news.google.de nach „ist tot“, „gestorben“ oder „verstorben“ suchen.
Wenn eine Person gestorben ist, gibt es viele Seiten zu dieser Person in der Wikipedia, die davon auch betroffen sind und entsprechend aktualisiert werden müssen. Beispiele: Namenübersichtsseite, Geburtsjahr, Geburtsort-Seiten und viele mehr.
Wie finde ich die betroffenen Seiten?
Im Suchfeld auf der linken Seite gibt man den Suchbegriff so ein: „Vorname Nachname“. Dann klickt man auf Volltext und alle Seiten mit entsprechendem Suchtext werden aufgerufen. Hier sieht man dann schnell, wo auch das Todesjahr Sinn macht oder sogar ein Teil des Artikels angepasst werden muss. Auch hilft das „Werkzeug“ auf der linken Seite sehr gut, um solche Seiten aufzufinden: „Links auf diese Seite“. Somit ist die Wikipedia wieder aktuell in allen Bereichen! Hinweis: bei Eintragung der Kategorie „Gestorben JAHR“ wird der Missbrauchsfilter 49 ausgelöst, was jedoch nicht schlimm ist. Siehe: Spezial:Missbrauchsfilter/49
Dies ist eine Liste von im Jahr 1418 verstorbenen bekannten Persönlichkeiten. Die Einträge erfolgen innerhalb der einzelnen Daten alphabetisch sortiert. Tiere sind im Nekrolog für Tiere zu finden.

## Januar
| Tag        | Name              | Beruf, bekannt als         | Alter | Beleg |
| ---------- | ----------------- | -------------------------- | ----- | ----- |
| 10. Januar | Wilhelm II.       | Graf von Namur (1391–1418) | 62    |       |
| 31. Januar | Mircea cel Bătrân | Woiwode der Walachei       |       |       |

## Februar
| Tag         | Name           | Beruf, bekannt als | Alter | Beleg |
| ----------- | -------------- | ------------------ | ----- | ----- |
| 11. Februar | Bogislaw VIII. | Herzog von Pommern |       |       |

## März
| Tag      | Name                 | Beruf, bekannt als                                                              | Alter | Beleg |
| -------- | -------------------- | ------------------------------------------------------------------------------- | ----- | ----- |
| 22. März | Dietrich von Nieheim | Historiker an der Kurie in Rom und deutscher Vertreter beim Konzil von Konstanz |       |       |

## April
| Tag       | Name              | Beruf, bekannt als      | Alter | Beleg |
| --------- | ----------------- | ----------------------- | ----- | ----- |
| 12. April | Sebastian Stempfl | Bischof von Brixen      |       |       |
| 16. April | Theodor II.       | Markgraf von Montferrat |       |       |

## Juni
| Tag      | Name                    | Beruf, bekannt als                           | Alter | Beleg |
| -------- | ----------------------- | -------------------------------------------- | ----- | ----- |
| 2. Juni  | Katharina von Lancaster | Königin von Kastilien                        |       |       |
| 12. Juni | Bernard VII. d’Armagnac | Graf von Armagnac, Connétable von Frankreich |       |       |

## Juli
| Tag      | Name                  | Beruf, bekannt als                     | Alter | Beleg |
| -------- | --------------------- | -------------------------------------- | ----- | ----- |
| 16. Juli | Ahmad al-Qalqaschandi | ägyptischer Schreiber und Mathematiker |       |       |
| 31. Juli | Anna                  | Großfürstin von Litauen                |       |       |

## August
| Tag        | Name                                   | Beruf, bekannt als                                     | Alter | Beleg |
| ---------- | -------------------------------------- | ------------------------------------------------------ | ----- | ----- |
| 2. August  | Philip Darcy, 6. Baron Darcy de Knayth | englischer Adliger                                     |       |       |
| 5. August  | Lambert van Duren                      | Bürgermeister von Köln                                 | 47    |       |
| 16. August | Angelo Barbarigo                       | italienischer Kardinal der römisch-katholischen Kirche |       |       |
| 20. August | Burkhard II. von Lützelstein           | Elekt von Straßburg                                    |       |       |

## September
| Tag       | Name                | Beruf, bekannt als                     | Alter | Beleg |
| --------- | ------------------- | -------------------------------------- | ----- | ----- |
| September | Antoine de Challant | Kardinal und Erzbischof von Tarentaise |       |       |

## Oktober
| Tag         | Name                            | Beruf, bekannt als             | Alter | Beleg |
| ----------- | ------------------------------- | ------------------------------ | ----- | ----- |
| 4. Oktober  | Werner von Falkenstein          | Erzbischof von Trier           |       |       |
| 19. Oktober | Gilbert Talbot, 5. Baron Talbot | englischer Adliger und Militär |       |       |

## November
| Tag          | Name                   | Beruf, bekannt als   | Alter | Beleg |
| ------------ | ---------------------- | -------------------- | ----- | ----- |
| 30. November | Heinrich II. von Nauen | Bischof von Schwerin |       |       |

## Datum unbekannt
| Tag | Name                                | Beruf, bekannt als                                                            | Alter | Beleg |
| --- | ----------------------------------- | ----------------------------------------------------------------------------- | ----- | ----- |
|     | Albert von Berninghausen            | Domherr in Münster                                                            |       |       |
|     | Christian von Bentheim              | Dompropst in Münster                                                          |       |       |
|     | Marquard von Dame                   | Bürgermeister der Hansestadt Lübeck                                           |       |       |
|     | Margarete von Joinville             | Gräfin von Vaudémont, Herrin von Joinville                                    |       |       |
|     | Johannes Ochmann                    | Bischof von Reval                                                             |       |       |
|     | Otto II.                            | Markgraf von Baden-Hachberg (1410–1415)                                       |       |       |
|     | Elert Stange                        | deutscher Harnischmacher und kurzzeitiger Bürgermeister der Hansestadt Lübeck |       |       |
|     | Margaret Stewart, Countess of Angus | schottische Adelige, Countess of Angus                                        |       |       |
|     | Gjin Zenevisi                       | albanischer Magnat und Sebastokrator                                          |       |       |